# Varallo Pombia
Varallo Pombia (piemontesisch Varal Pombia, lombardisch Varal) ist eine Gemeinde mit 4971 Einwohnern (Stand 31. Dezember 2023) in der italienischen Provinz Novara (NO), Region Piemont.
Die Nachbargemeinden sind Borgo Ticino, Castelletto sopra Ticino, Divignano, Pombia und Somma Lombardo.

## Geographie
Das Gemeindegebiet umfasst eine Fläche von 13 km².